# AZ Alkmaar
AZ Alkmaar je nizozemský fotbalový klub, který byl založen 10. května 1967 jako AZ 67, v Nizozemsku je znám klub jen jako AZ, na mezinárodním poli se přidává i název města, kde hraje.

## Historie
AZ Alkmaar vznikl roku 1967 fúzí dvou klubů: Alkmaar '54 a FC Zaanstreek (zkratka AZ tedy znamená Alkmaar–Zaanstreek).
Prezidentem klubu se stal Klaas Molenaar a AZ 67 se stal koncem sedmdesátých let poměrně úspěšným týmem. V roce 1981 dokonce vyhrál nizozemskou ligu a probojoval se až do finále Poháru UEFA. Když ale Molenaar od klubu odešel, s jeho výkonností to šlo rapidně dolů, v roce 1988 vypadl z nejvyšší nizozemské ligy.
Nástup ředitele Dirka Scheringa koncem devadesátých let dostal AZ opět na vyšší fotbalové pozice. V roce 1998 se vrátil do Eredivisie a v sezóně 2004/05 se dostal do semifinále Poháru UEFA.
AZ se liší od ostatních klubů tím, že nemá žádného velkého sponzora a většina fanoušků přispívá na chod klubu z vlastní kapsy, tím se zasloužili velkou měrou i o výstavbu nového stadionu s kapacitou 17 000, který byl dostavěn v létě 2006. Do budoucna se ale počítá s výstavbou ještě většího stánku s kapacitou kolem 30 000 míst.

## Trofeje
- Vítěz Eredivisie ( 2× ): 1980/81, 2008/09
- Vítěz nizozemského fotbalového poháru ( 4× ):[2] 1977/78, 1980/81, 1981/82, 2012/13[3][4]
- Vítěz Johan Cruijff Schaalu ( 1× ): 2009